# Колиганек (аэропорт)
Koliganek Airport (ИАТА: KGK, ИКАО: PAJZ, FAA LID: JZZ) — государственный гражданский аэропорт, расположенный в 1,85 километрах к востоку от населённого пункта Колиганек (Аляска), США.
По данным статистики Федерального управления гражданской авиации США услугами аэропорта в 2008 году воспользовалось 481 человек, что на 21 % (606 человек) меньше по сравнению с предыдущим годом. Колиганек включен FAA в Национальный план развития аэропортовой системы страны в качестве аэропорта, предназначенного для обслуживания авиации общего назначения.
Регулярные коммерческие рейсы в Аэропорт Диллинхэм выполняет местная авиакомпания Peninsula Airways (PenAir).

## Инфраструктура
Аэропорт Колиганек расположен на высоте 82 метров над уровнем моря и эксплуатирует одну взлётно-посадочную полосу:
- 9/27 размерами 914 х 23 метров с гравийным покрытием.